# Données physico-chimiques de l'eau
Pour des articles plus généraux, voir Eau et Molécule d'eau.

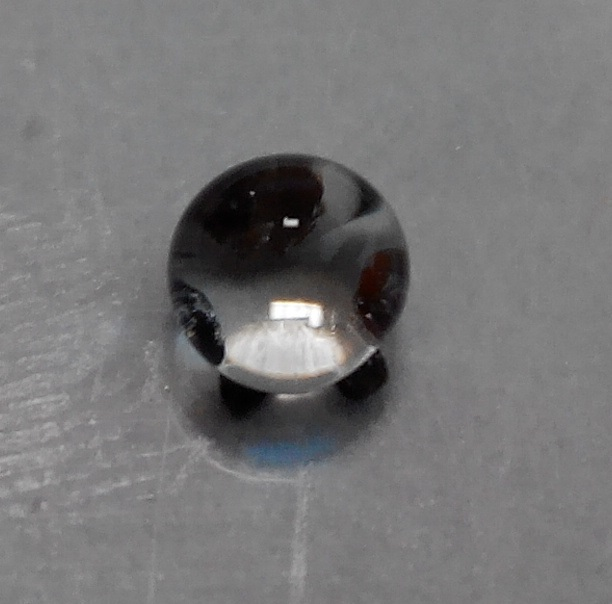
Photographie d'une goutte d'eau.

Cette page fournit des données physico-chimiques de l'eau.

## Structure et propriétés
| Structure et propriétés    | Structure et propriétés |
| -------------------------- | --- |
| Indice de réfraction, nD   | 1,333 à 20 °C |
| Constante diélectrique, εr | 88,00 à 0 °C 86,04 à 5 °C 84,11 à 10 °C 82,22 à 15 °C 80,36 à 20 °C 78,54 à 25 °C 76,75 à 30 °C 75,00 à 35 °C 73,28 à 40 °C 71,59 à 45 °C 69,94 à 50 °C 66,74 à 60 °C 63,68 à 70 °C 60,76 à 80 °C 57,98 à 90 °C 55,33 à 100 °C |
| Force de liaison           | 492,215 kJ mol−1, énergie de dissociation de la liaison O–H |
| Longueur de liaison        | 95,87 pm (équilibre) |
| Angle de liaison           | 104,4776° (équilibre), |
| Susceptibilité magnétique  | −9,04 × 10−6 |

## Propriétés thermodynamiques
| Comportement de phase                        | Comportement de phase |
| -------------------------------------------- | --- |
| Point triple                                 | 273,16 K (0,01 °C), 611,73 Pa |
| Point critique                               | 647 K (374 °C), 22,1 MPa |
| Enthalpie standard de fusion, ΔfusHo         | 6,01 kJ/mol |
| Entropie standard de fusion, ΔfusSo          | 22,0 J mol−1 K−1 |
| Enthalpie standard de vaporisation, ΔvapHo   | 44,0 kJ/mol |
| Enthalpie de vaporisation à 373,15 K, ΔvapH  | 40,68 kJ/mol |
| Entropie standard de vaporisation, ΔvapSo    | 118,89 J mol−1 K−1 |
| Entropie de vaporisation à 373,15 K, ΔvapS   | 109,02 J mol−1 K−1 |
| Enthalpie standard de sublimation, ΔsubHo    | 46,70 kJ/mol |
| Entropie standard de sublimation, ΔsubSo     | 130,9 J mol−1 K−1 |
| Constante cryoscopique                       | −1,858 K kg/mol |
| Constante ébullioscopique                    | 0,512 K kg/mol |
| Propriétés du solide                         | |
| Enthalpie standard de formation, ΔfHosolide  | −291,83 kJ/mol |
| Entropie molaire standard, Sosolide          | 41 J mol−1 K−1 |
| Capacité thermique, cp                       | 12,2 J mol−1 K−1 à −200 °C 15,0 J mol−1 K−1 à −180 °C 17,3 J mol−1 K−1 à −160 °C 19,8 J mol−1 K−1 à −140 °C 24,8 J mol−1 K−1 à −100 °C 29,6 J mol−1 K−1 à −60 °C 32,77 J mol−1 K−1 à −38,3 °C 33,84 J mol−1 K−1 à −30,6 °C 35,20 J mol−1 K−1 à −20,8 °C 36,66 J mol−1 K−1 à −11,0 °C 37,19 J mol−1 K−1 à −4,9 °C 37,84 J mol−1 K−1 à −2,2 °C |
| Propriétés du liquide                        | |
| Enthalpie standard de formation, ΔfHoliquide | −285,83 kJ/mol |
| Entropie molaire standard, Soliquide         | 69,95 J mol−1 K−1 |
| Capacité thermique, cp                       | 75,97 J mol−1 K−1 à 0 °C 75,42 J mol−1 K−1 à 10 °C 75,33 J mol−1 K−1 à 20 °C 75,28 J mol−1 K−1 à 25 °C 75,26 J mol−1 K−1 à 30 °C 75,26 J mol−1 K−1 à 40 °C 75,30 J mol−1 K−1 à 50 °C 75,37 J mol−1 K−1 à 60 °C 75,46 J mol−1 K−1 à 70 °C 75,58 J mol−1 K−1 à 80 °C 75,74 J mol−1 K−1 à 90 °C 75,94 J mol−1 K−1 à 100 °C                      |
| Propriétés du gaz                            | |
| Enthalpie standard de formation, ΔfHogaz     | −241,83 kJ/mol |
| Entropie molaire standard, Sogaz             | 188,84 J mol−1 K−1 |
| Capacité thermique, cp                       | 36,5 J mol−1 K−1 à 100 °C 36,1 J mol−1 K−1 à 200 °C 36,2 J mol−1 K−1 à 400 °C 37,9 J mol−1 K−1 à 700 °C 41,4 J mol−1 K−1 à 1 000 °C |
| Capacité thermique, cv                       | 27,5 J mol−1 K−1 à 100 °C 27,6 J mol−1 K−1 à 200 °C 27,8 J mol−1 K−1 à 400 °C 29,5 J mol−1 K−1 à 700 °C 33,1 J mol−1 K−1 à 1 000 °C |
| Indice adiabatique, γ = cp/cv                | 1,324 à 100 °C 1,310 à 200 °C 1,301 à 400 °C 1,282 à 700 °C 1,252 à 1 000 °C |
| Constantes de van der Waals                  | a = 553,6 L2 kPa/mol2 b = 0,030 49 L/mol |

## Propriétés physiques du liquide
| Vitesse du son dans l'eau      | Vitesse du son dans l'eau |
| ------------------------------ | --- |
| c dans l'eau distillée à 25 °C | 1 498 m/s |
| c à d'autres températures      | 1 403 m/s à 0 °C 1 427 m/s à 5 °C 1 447 m/s à 10 °C 1 481 m/s à 20 °C 1 507 m/s à 30 °C 1 526 m/s à 40 °C 1 541 m/s à 50 °C 1 552 m/s à 60 °C 1 555 m/s à 70 °C 1 555 m/s à 80 °C 1 550 m/s à 90 °C 1 543 m/s à 100 °C |
| Densité                        | |
| 0,999 84 g/cm3 à 0 °C          | 0,988 04 g/cm3 à 50 °C |
| 0,999 97 g/cm3 à 4 °C          | 0,985 70 g/cm3 à 55 °C |
| 0,999 96 g/cm3 à 5 °C          | 0,983 21 g/cm3 à 60 °C |
| 0,999 70 g/cm3 à 10 °C         | 0,980 56 g/cm3 à 65 °C |
| 0,999 10 g/cm3 à 15 °C         | 0,977 78 g/cm3 à 70 °C |
| 0,998 20 g/cm3 à 20 °C         | 0,974 86 g/cm3 à 75 °C |
| 0,997 04 g/cm3 à 25 °C         | 0,971 80 g/cm3 à 80 °C |
| 0,995 64 g/cm3 à 30 °C         | 0,968 62 g/cm3 à 85 °C |
| 0,994 03 g/cm3 à 35 °C         | 0,965 31 g/cm3 à 90 °C |
| 0,992 21 g/cm3 à 40 °C         | 0,961 89 g/cm3 à 95 °C |
| 0,990 22 g/cm3 à 45 °C         | 0,958 35 g/cm3 à 100 °C |
| Viscosité                      | |
| η = 1,792 1 mPa s (cP) à 0 °C  | η = 0,549 4 mPa s à 50 °C |
| η = 1,518 8 mPa s à 5 °C       | η = 0,506 4 mPa s à 55 °C |
| η = 1,307 7 mPa s à 10 °C      | η = 0,468 8 mPa s à 60 °C |
| η = 1,140 4 mPa s à 15 °C      | η = 0,435 5 mPa s à 65 °C |
| η = 1,005 0 mPa s à 20 °C      | η = 0,406 1 mPa s à 70 °C |
| η = 0,893 7 mPa s à 25 °C      | η = 0,379 9 mPa s à 75 °C |
| η = 0,800 7 mPa s à 30 °C      | η = 0,363 5 mPa s à 80 °C |
| η = 0,722 5 mPa s à 35 °C      | η = 0,335 5 mPa s à 85 °C |
| η = 0,656 0 mPa s à 40 °C      | η = 0,316 5 mPa s à 90 °C |
| η = 0,598 8 mPa s à 45 °C      | η = 0,299 4 mPa s à 95 °C |
|                                | η = 0,283 8 mPa s à 100 °C |
| Tension de surface             | |
| 75,64 dyn/cm à 0 °C            | 69,56 dyn/cm à 40 °C |
| 74,92 dyn/cm à 5 °C            | 68,74 dyn/cm à 45 °C |
| 74,22 dyn/cm à 10 °C           | 67,91 dyn/cm à 50 °C |
| 73,49 dyn/cm à 15 °C           | 66,18 dyn/cm à 60 °C |
| 72,75 dyn/cm à 20 °C           | 64,42 dyn/cm à 70 °C |
| 71,97 dyn/cm à 25 °C           | 62,61 dyn/cm à 80 °C |
| 71,18 dyn/cm à 30 °C           | 60,75 dyn/cm à 90 °C |
| 70,38 dyn/cm à 35 °C           | 58,85 dyn/cm à 100 °C |

| Température °C | Conductivité μS/m |
| -------------- | ----------------- |
| 0,01           | 1,15              |
| 25             | 5,50              |
| 100            | 76,5              |
| 200            | 299               |
| 300            | 241               |